# Snölega

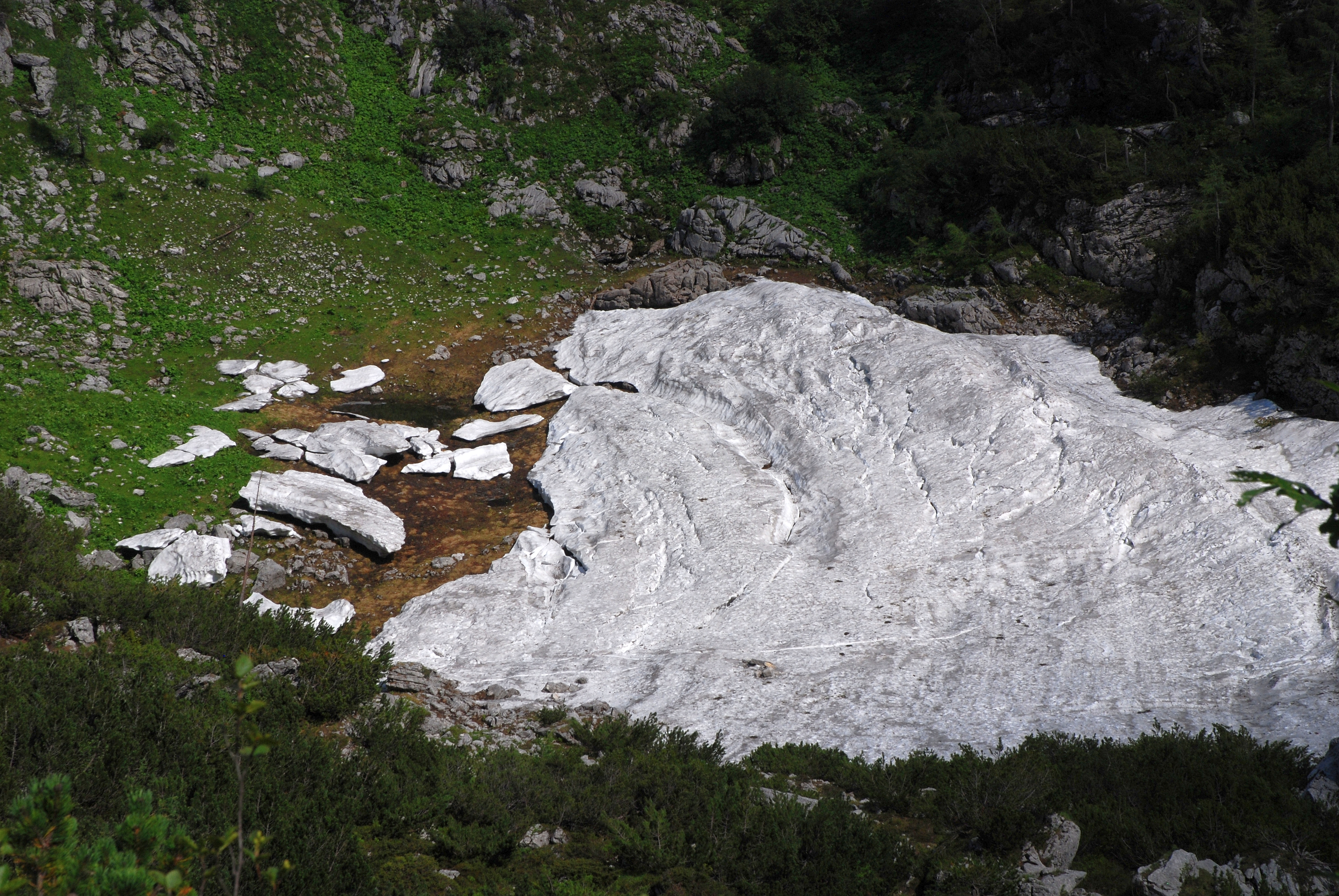
Snölega i juli de österrikiska alperna.

Snölega är en snötäckt yta, till exempel i de svenska fjällen, där snön ligger kvar en längre tid (ibland hela sommaren) än i omgivningen där det råder barmark. Vegetation under en snölega blir annorlunda jämfört med marken omkring. Ordet är sammansatt från snö och lega, vilket är en synonym för (främst djurs) liggplats eller viloplats.